# Adrapsa marmorea
Adrapsa marmorea là một loài bướm đêm trong họ Noctuidae.